# Supercross (film)
Supercross is een Amerikaanse actie/dramafilm uit 2005, geregisseerd door Steve Boyum. De hoofdrollen worden vertolkt door Steve Howey, Mike Vogel en Cameron Richardson.

## Verhaal
Twee broers Trip en KC zijn beide dol op Supercross, een gevaarlijke sport waarbij motorrijders over een parcours racen. Trip is de natuurtalent, maar ook roekeloos. Zijn broer krijgt op een gegeven moment een contract aangeboden bij een professioneel team. Maar in plaats van zelf te kunnen racen om te winnen, moet hij de weg vrij maken voor Rowdy Sparks, hij moet en zal het kampioenschap winnen. Ondertussen probeert ook Trip aan zijn carrière te werken.

## Rolbezetting
- Steve Howey – K.C. Carlyle
- Mike Vogel – Trip Carlyle
- Cameron Richardson – Piper Cole
- Sophia Bush – Zoe Lang
- Aaron Carter – Owen Cole
- Channing Tatum – Rowdy Sparks
- Robert Patrick – Earl Cole
- Robert Carradine – Clay Sparks